# Uhorská Ves
Uhorská Ves (německy: Ungereiden, maďarsky: Magyarfalu) je obec na Slovensku v Žilinském kraji v okresu Liptovský Mikuláš. Od Liptovského Mikuláše je vzdálena téměř 6 km. Počet obyvatel ke dni 31. prosinec 2016 činil 485 osob a rozloha čítá 4,45 km2. Součástí obce je i několik již zaniklých obcí.

## Geografie
Uhorská Ves leží v Liptovské kotlině, poblíž úpatí Nízkých a Západních Tater. Celá obec se nachází v nadmořské výšce 607 m. Uhorská Ves na severu sousedí s obcí Beňadiková, s Jamníkem na severovýchodě, Podturení na východě a Liptovským Jánem na jihu a západě.
Přes obec protéká řeka Váh a umělý bezejmenný vodní tok určený pro zavlažování polí na okraji obce, odražený ještě v Liptovském Jánu. V obci se nachází také minerální pramen Uhorčianka. Jeho hlavní složkou je kation sodíku. Tento minerální pramen je známý již od roku 1500, ale vzkříšen byl až roku 2012 po patronaci Pozemkového společenství bývalých členů urbariátu. Mezi místními obyvateli je tento pramen oblíbený i pro typickou nakyslou chuť.

## Historie obce
První písemná zmínka o obci pochází z roku 1234, kdy se bere jako majetek hrádku v Liptovském Jánu. U pramene Medokýš, v okolí Uhorské Vsi, se nacházela kamenná věž, kterou postavili Bogomír a jeho synové z Liptovského Jána. Věž samotná ale stála pouze od 13. do 15. století, kdy ji neznámý viník podpálil. V 15. století si zde bohatí sedláci postavili nejstarší kurie na Liptově. Podle soupisu majetku z roku 1504 byly obě dvě kurie postaveny okolo roku 1498. Uhorská Ves bývá dále zmiňována až v době 1. světové války, kdy se zde na poslední odpočinek odebralo pět vojáků z Podturně a samotné, již existující obce Uhorská Ves. V roce 1924 byla v Uhorské Vsi postavena neoklasicistní zvonice. Později byla zakoupena i hasičská stříkačka, která v současné době krášlí centrum obce.

## Obyvatelstvo
Po roce 2011 žilo v Uhorské Vsi 459 obyvatel, z toho 440 Slováků, pět Romů a Čech. Dva zbylí obyvatelé patřili do ostatních etnických skupin a jedenáct obyvatel o sobě neposkytlo žádné informace. Z těchto obyvatel jich 157 příslušelo k evangelické církvi a 138 osob k římskokatolické církvi. Dvě osoby příslušely i k římskokatolické církvi.